# Fiat Croma (2005)

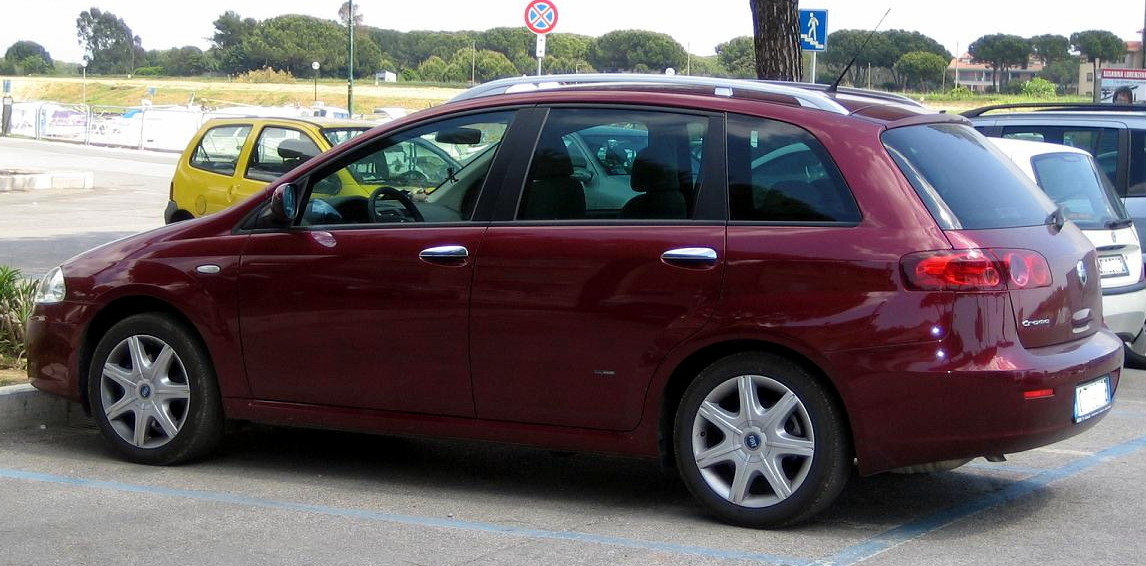
Fiat Croma (2006)

A Fiat Croma é uma perua do segmento D produzida pela Fiat entre 2005 e 2010.
Em março de 2005, a Fiat anunciou uma perua do segmento D com tampa do porta-malas vertical, remanescente da do Fiat Stilo, ressuscitando o nome Croma, que foi usado em um outro automóvel produzido entre 1985 e 1996. Giugiaro mais uma vez estilizou o exterior, enquanto o chassi foi fornecido através do link de vida curta com a General Motors.
O novo Croma (Type 194) é, portanto, baseado na variante estendida dos componentes da plataforma GM Epsilon com os componentes Opel Vectra, Opel Signum e Saab 9-3. Ele foi colocado à venda na Itália em junho de 2005. O carro foi exibido no Salão Automóvel de Genebra em 2005.
Ao contrário do modelo anterior e ciente de sua falta de imagem nos segmentos de mercado superior, a Fiat optou por não desenvolver um carro do segmento D padrão, mas desenvolver uma "Comfort Wagon" (perua de conforto), um automóvel com elementos de design de peruas e minivans do segmento D.
Sua altura de 1.600 mm está entre as minivans do segmento D Mitsubishi Grandis e Ford S-Max (1,655 mm e 1,660 mm, respectivamente) e SEAT Altea XL (1.525 mm).
A produção da Croma cessou no final de 2010 e foi substituída pelo Fiat Freemont.

## Reestilização

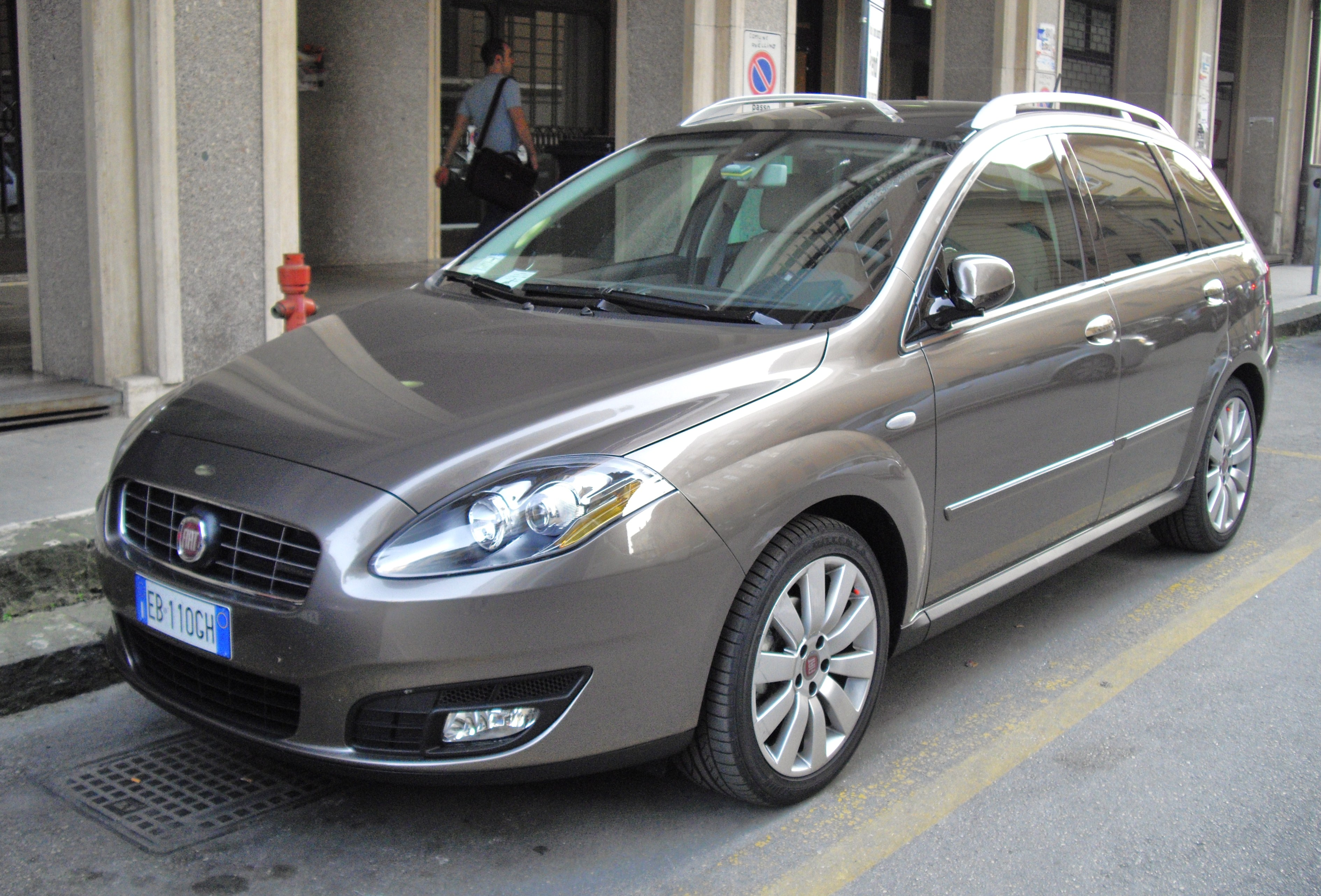
Fiat Croma reestilizado

O Croma recebeu uma grande reestilização em novembro de 2007 e foi denominado Nuova Croma. Uma nova grade (com aparência do Bravo) e pára-choque traseiro, bem como algumas mudanças de material dentro são as principais diferenças. Fiat agora designa o modelo revisado como "Station Wagon" (perua) em vez do termo usado anteriormente "Comfort Wagon" (perua de conforto).

## Motores
O Croma, produzido na fábrica de Cassino da Fiat, tinha três níveis de acabamento e cinco opções de motor. Como o chassi, os motores a gasolina foram fornecidos pela Opel, começando com a nova evolução da família 1 Ecotec 1,8 L com 140 hp (103 kW), seguida pelo Torquier L850 Ecotec 2,2 L com 147 hp (108 kW).
No entanto, a maior parte das vendas é representada pelo próprio motor Multijet da Fiat, disponível em três variantes 1,9 l com 8 válvulas e 120 hp (88 kW), 1,9 l com 16 válvulas e 150 hp (110 kW) e o topo de linha, cinco cilindros 2,4 L 20V com 200 hp (147 kW). Os motores a diesel foram equipados com uma caixa de câmbio manual padrão de seis velocidades, um automático de seis velocidades também estava disponível e era ajuste padrão nos motores 2.4.

### Gasolina
| Modelo      | Motor       | Cilindradas | Potência                    | Torque             |
| ----------- | ----------- | ----------- | --------------------------- | ------------------ |
| 1.8 MPI 16V | DOHC 16V I4 | 1796 cc     | 140 hp (103 kW) at 6300 rpm | 175 N⋅m a 3800 rpm |
| 2.2 MPI 16V | DOHC 16V I4 | 2198 cc     | 147 hp (108 kW) at 5800 rpm | 203 N⋅m a 4000 rpm |

### Diesel
| Modelo           | Motor       | Cilindradas | Potência                     | Torque             |
| ---------------- | ----------- | ----------- | ---------------------------- | ------------------ |
| 1.9 MultiJet 8V  | SOHC 8V I4  | 1910 cc     | 120 hp (88 kW) at 4,000 rpm  | 280 N⋅m a 2000 rpm |
| 1.9 MultiJet 16V | DOHC 16V I4 | 1910 cc     | 150 hp (110 kW) at 4,000 rpm | 320 N⋅m a 2000 rpm |
| 2.4 MultiJet 20V | DOHC 20V I5 | 2387 cc     | 200 hp (147 kW) at 4,000 rpm | 400 N⋅m a 2000 rpm |